# كووستي كاليو

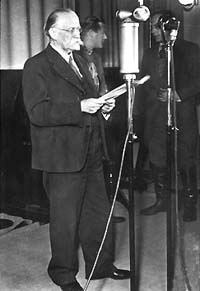
كووستي كاليو

كيوستي كالـّيـُو (Kyösti Kallio؛ أوليفيسكا، 10 أبريل 1873 – هلسنكي، 19 ديسمبر 1940) الرئيس الفنلندي الرابع تولى منصبه بين عامي 1937 و1940. . كما تولى رئاسة الوزراء أربع مرات رئاسة البرلمان ستة مرات..
قائد بارز بالرابطة الزراعية .كان مناهضاً للشيوعية بشكل كبير، وقمع الحزب الشيوعي الفنلندي في عام 1923 لكن بأساليب قانونية.